# Atherurus

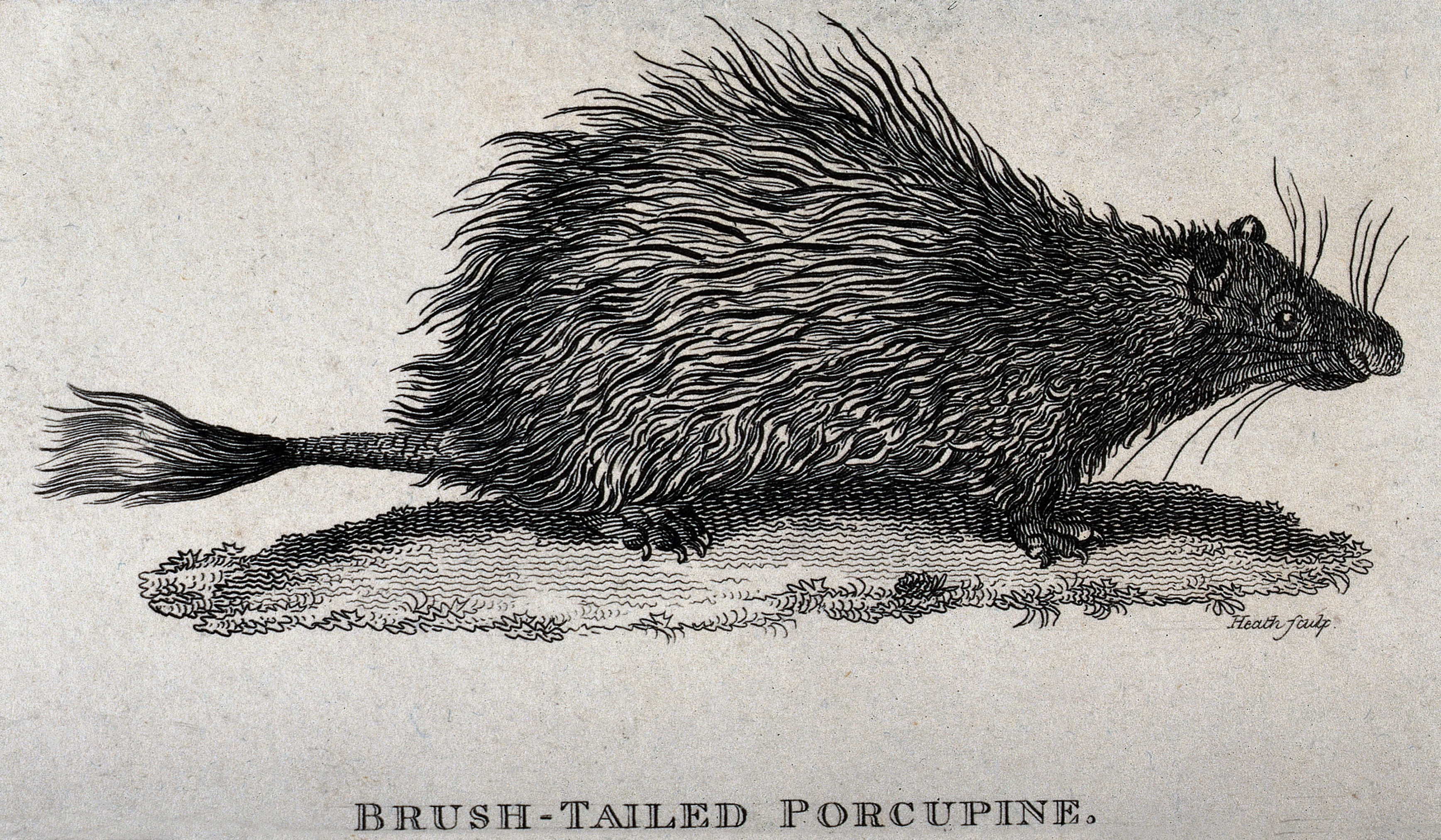
Een borstelstaartstekelvarken

Atherurus is een geslacht van zoogdieren uit de familie van de stekelvarkens van de Oude Wereld (Hystricidae). De wetenschappelijke naam van het geslacht werd in 1829 gepubliceerd door Frédéric Cuvier.

## Soorten
Er worden 2 soorten in dit geslacht geplaatst:
- Atherurus africanus Gray, 1842 – Afrikaans kwaststaartstekelvarken
- Atherurus macrourus (Linnaeus, 1758) – Aziatisch kwaststaartstekelvarken